# Liste der finnischen Botschafter in Nepal
Die finnischen Botschafter in Neu-Delhi sind seit 1975 regelmäßig auch in Kathmandu akkreditiert. Die Mission in Kathmandu wird von Geschäftsträgern geleitet.
| Ernennung Akkreditierung | Name                  | Bemerkungen | ernannt von      | akkreditiert während der Regierung von | Posten verlassen |
| ------------------------ | --------------------- | ----------- | ---------------- | -------------------------------------- | ---------------- |
| 1992                     | Kalevi Ahti           |             | Mauno Koivisto   | Girija Prasad Koirala                  | 1996             |
| 1996                     | Esa Hurtig            |             | Martti Ahtisaari | Sher Bahadur Deuba                     | 2000             |
| 2000                     | Asko Luukkainen       |             | Tarja Halonen    | Girija Prasad Koirala                  | 2004             |
| 2004                     | Pauli Mustonen        |             | Tarja Halonen    | Sher Bahadur Deuba                     | 2006             |
| 2006                     | Kari Karanko          |             | Tarja Halonen    | Girija Prasad Koirala                  | 2007             |
| 2007                     | Pirkko-Liisa Kyöstilä |             | Tarja Halonen    | Girija Prasad Koirala                  |                  |